# 资产阶级反动路线和无产阶级革命路线
资产阶级反动路线在文化大革命中指的是被认为“本质是走资本主义道路”的一系列政策、主张。简称资反路线。其对称是“无产阶级革命路线”、“毛主席革命路线”。

## 历史
据戚本禹回忆，中共八届十一中全会后期，关锋在小组讨论时首次提出“资产阶级反动路线”的提法。:508
1966年10月1日，中共中央副主席林彪所作的国庆讲话起草人是陈伯达和张春桥，提出概念“资产阶级反对革命路线”。讲话稿原来用的是“资产阶级反革命路线”，后来陶铸向毛泽东建议改为“资产阶级反对革命路线”。1966年10月2日出版的《红旗》杂志第十三期发表社论《在毛泽东思想的大路上前进》，第一次公开划分了“资产阶级反动路线”和“无产阶级革命路线”。
林彪在在接见全国各地来京革命师生大会上讲话说（讲话稿经毛泽东审阅）：“资产阶级路线，是反对群众路线，是反对群众自己教育自己、自己解放自己的路线，是压制群众，反对革命的路线。” 《把无产阶级文化大革命进行到底》说：“以毛主席为代表的无产阶级革命路线，要放手发动群众，斗垮党内一小撮走资本主义道路的当权派和资产阶级反动学术“权威”，革除一切剥削阶级的旧东西。而资产阶级反动路线，则要压制群众，保护党内一小撮走资本主义道路的当权派和资产阶级反动学术“权威”，保护一切剥削阶级的旧东西。一个要把社会主义革命进行到底，一个要保存资本主义旧秩序，一个要革，一个要保，这就是两条路线斗争的实质。”

## 参看
- 刘邓路线
- 林彪路线